# Valsta Syrianska IK
Valsta Syrianska IK, var en idrottsklubb från stadsdelen Valsta i Märsta (Sigtuna kommun, Uppland). Valsta Syrianskas fotbollslag bildades 1993 genom en sammanslagning av Division 6-laget Valsta IK och korplaget Syrianska föreningen. År 1994 vann klubben Division 6, 1996 Division 5, 1997 Division 4 och 2000 Division 3. 2006 gjorde klubben sin första säsong i Division 1 Norra. 
Efter flera år av ekonomiska problem försattes klubben i konkurs i februari 2015. Då hade man redan dragit sig ur seriespelet för 2015.